# Mordano
Mordano is een gemeente in de Italiaanse metropolitane stad Bologna (regio Emilia-Romagna) en telt 4379 inwoners (31-12-2004). De oppervlakte bedraagt 21,5 km², de bevolkingsdichtheid is 202 inwoners per km².

## Demografie
Mordano telt ongeveer 1716 huishoudens. Het aantal inwoners steeg in de periode 1991-2001 met 10,7% volgens cijfers uit de tienjaarlijkse volkstellingen van ISTAT.
| Jaar | Inwoneraantal |
| ---- | ------------- |
| 1991 | 3834          |
| 2001 | 4246          |

## Geografie
De gemeente ligt op ongeveer 21 meter boven zeeniveau.
Mordano grenst aan de volgende gemeenten: Bagnara di Romagna (RA), Imola, Lugo (RA), Massa Lombarda (RA).